# نيكولاي رودانوفسكي
نيكولاي رودانوفسكي (وُلد سنة 1819م، تُوفي سنة 1882م) كان ضابطًا ومستكشفًا روسيًا.

## طالع أيضًا
- قائمة المستكشفين